# Liste der Kreisstraßen im Landkreis Gotha

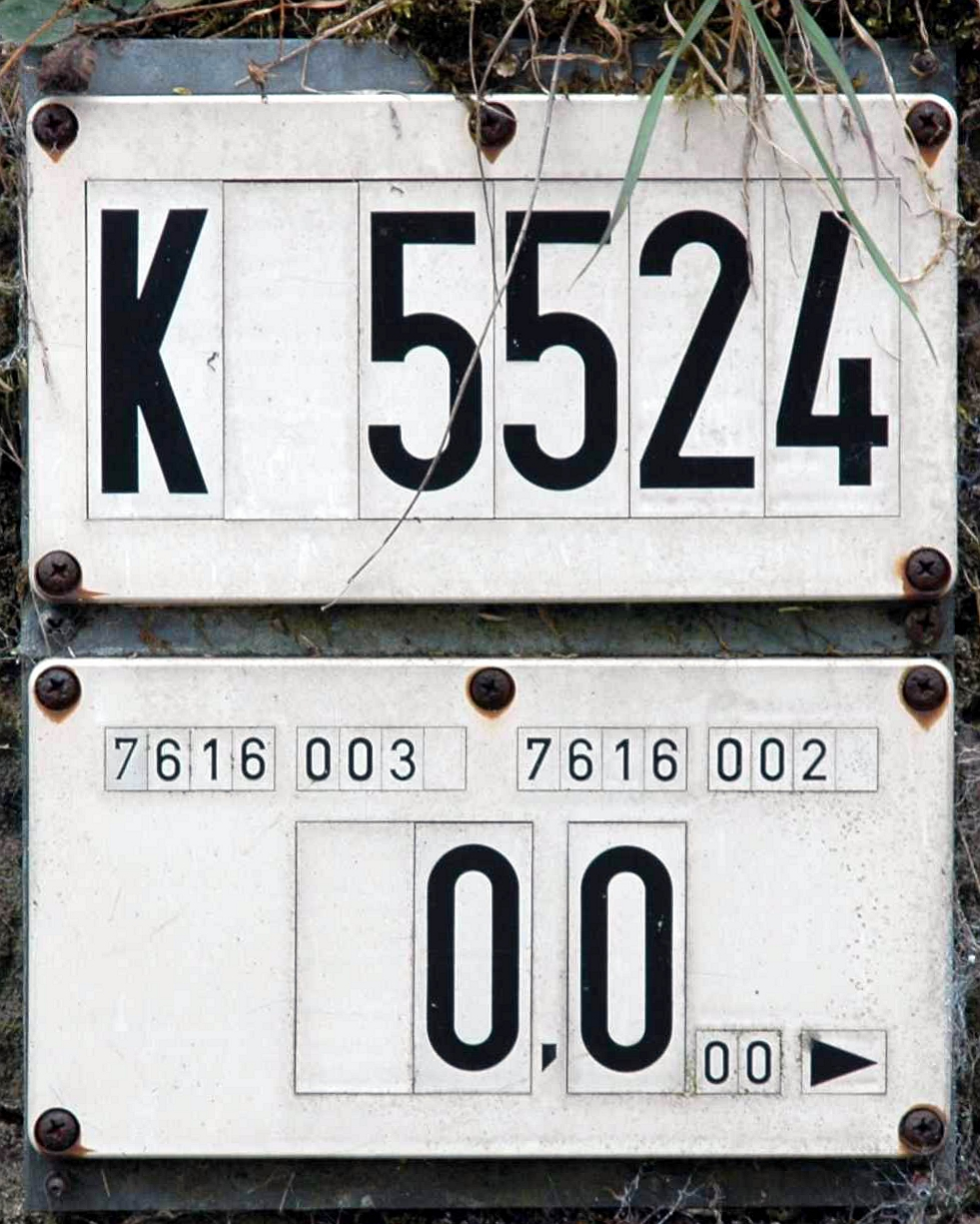
Stationszeichen

Die Liste der Kreisstraßen im Landkreis Gotha ist eine Liste der Kreisstraßen im thüringischen Landkreis Gotha.

## Abkürzungen
- K: Kreisstraße
- L: Landesstraße

## Liste
Straßen und Straßenabschnitte, die unabhängig vom Grund (Herabstufung zu einer Gemeindestraße oder Höherstufung) keine Kreisstraßen mehr sind, werden kursiv dargestellt. Der Straßenverlauf wird in der Regel von Nord nach Süd und von West nach Ost angegeben.
| Nr.  | Verlauf |
| ---- | --- |
| K 1  | L 2147n – Cobstädt – K 3 |
| K 3  | – Grabsleben – K 1 – Großrettbach – L 1044 |
| K 4  | in Warza – K 15 – Bufleben – K 19 – L 1027 in Kindleben |
| K 5  | L 1027 – Boxberg – L 1026 |
| K 6  | L 1026 – Gospiteroda |
| K 7  | (K 514 im Wartburgkreis) – Kreisgrenze – Wangenheim – Goldbach (– Abzweig zur L 2123) – Hochheim – Westhausen – – K 19 in Ballstädt – … – Eschenbergen – L 1027 in Molschleben |
| K 8  | L 1029 – Neufrankenroda |
| K 9  | Finsterbergen – |
| K 11 | Haina – Ebenheim – Kreisgrenze – (K 1 im Wartburgkreis – L 2120 – L 3007 – K 7 im Wartburgkreis) – Kreisgrenze – in Schwarzhausen                                              |
| K 12 | L 1027 in Winterstein – Fischbach – L 1024 in Bad Tabarz |
| K 13 | L 1029 in Teutleben – Fröttstädt – Hörselgau – L 1025 in Waltershausen |
| K 14 | L 1026 – Cumbach – Ernstroda – L 1025 – in Friedrichroda |
| K 15 | Pfullendorf – K 4 |
| K 17 | Metebach – L 3007 |
| K 18 | – Nottleben – Kreisgrenze – (K 14 in Erfurt) |
| K 19 | (K 516 im Unstrut-Hainich-Kreis) – Kreisgrenze – Gräfentonna – Burgtonna – K 20 – Ballstädt – L 2124 – Hausen – K 4 in Bufleben                                                |
| K 20 | (K 102 im Unstrut-Hainich-Kreis) – Kreisgrenze – K 19 in Burgtonna |
| K 21 | L 1044 in Bienstädt – Kreisgrenze – (K 12 in Erfurt) |
| K 22 | Apfelstädt – L 2147 – Kreisgrenze – (K 24 im Ilm-Kreis) – Kreisgrenze – ohne Abzweig einer klassifizierten Straße – Kreisgrenze – (K 24 im Ilm-Kreis)                          |
| K 23 | L 2147 – Wipperoda |
| K 24 | K 4 in Friemar – Tröchtelborn – L 1044 – Zimmernsupra – Kreisgrenze – (K 12 in Erfurt)                                                                                         |
| K 25 | L 1044 in Neudietendorf – Ingersleben – (K 20 im Ilm-Kreis) – Kreisgrenze – (K 26 im Ilm-Kreis)                                                                                |
| K 26 | L 2147 in Schönau vor dem Walde – L 1028 in Georgenthal |
| K 27 | Uelleben – Emleben – L 1026 – Petriroda – L 1028 in Hohenkirchen |
| K 28 | Wölfis – |
| K 29 | in Crawinkel – Kreisgrenze – (K 30 im Ilm-Kreis) |